# D-リキソースケトールイソメラーゼ
D-リキソースケトールイソメラーゼ(D-lyxose ketol-isomerase、EC 5.3.1.15)は、以下の化学反応を触媒する酵素である。
D-リキソース{\displaystyle \rightleftharpoons }D-キシルロース
従って、この酵素の1つの基質はD-リキソース、1つの生成物はD-キシルロースである。
この酵素は異性化酵素、特にアルドース - ケトースの相互変換に作用するものに分類される。系統名は、D-リキソース アルドース-ケトース-イソメラーゼである。その他よく用いられる名前に、D-lyxose isomerase、D-lyxose ketol-isomerase等がある。この酵素は、ペントースとグルクロン酸の相互変換に関与している。

## 構造
2007年末時点で、この酵素の2個の構造が解明されている。蛋白質構造データバンクのコードは、1QO2と1VZWである。